# Cep

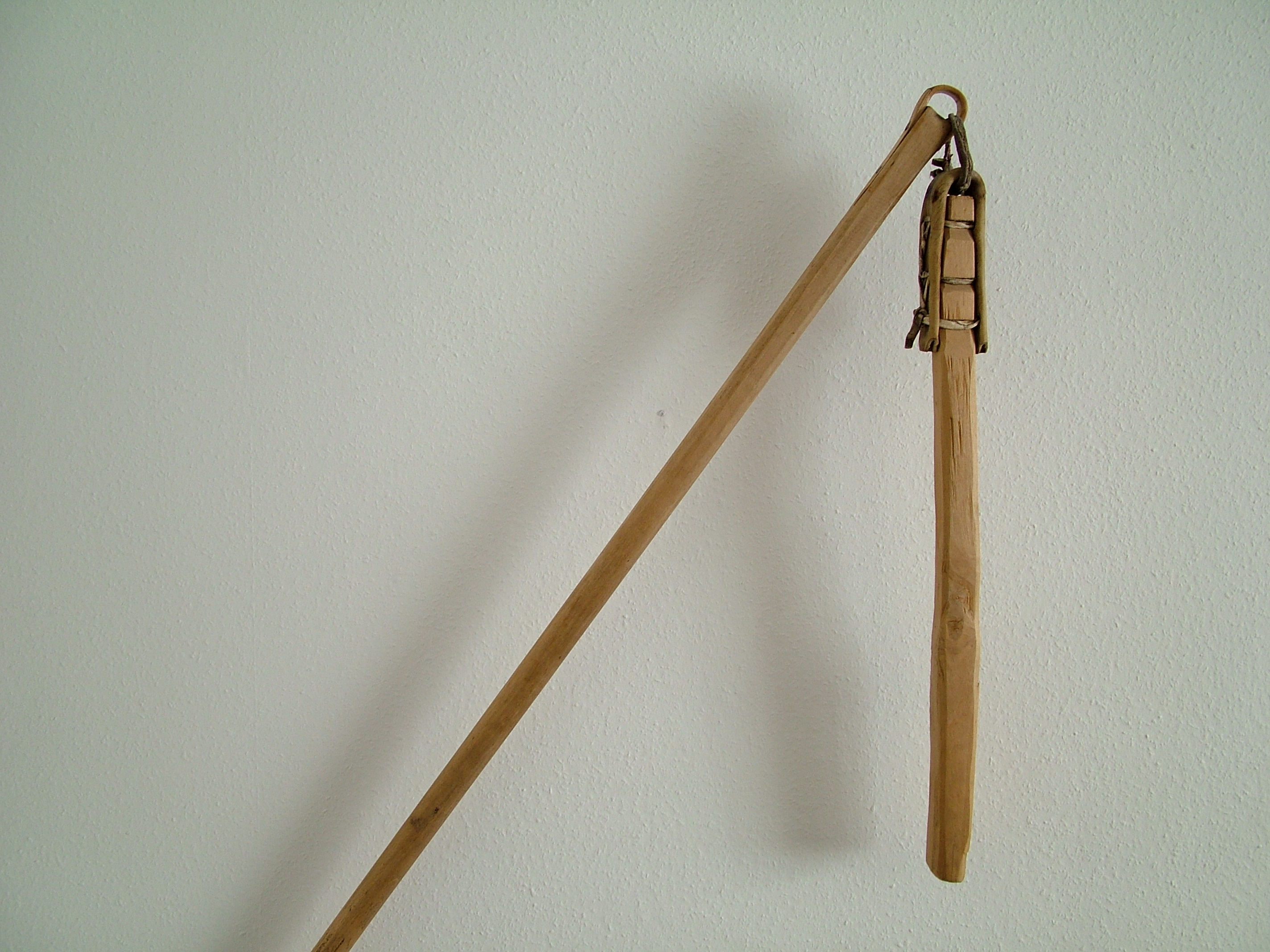
Cep k mlácení obilí

Cep je zemědělské nářadí, používané od starověku až do novověku k mlácení obilí za účelem oddělení zrna od plev. Skládá se z dlouhé násady, na které je na závěsu umístěno asi 40 cm dlouhé břevno (tedy pohyblivá hlava cepu). Okovaný cep sloužil také jako zbraň v dobách husitských i jiných selských válek.

## Technologie sklizně obilí
Období sklizně obilí se nazývá žně.
Žňová technologie sklizně byla zhruba následující:
- Obilí bylo nejprve pokoseno srpem, kosou či mechanickou sekačkou (ta bývala obvykle tažena koňmi nebo kravkou)
- Pokosené obilí bylo na poli svázáno do snopů (tj. svazků rostlinných stébel), ze snopů byly na poli postaveny tzv. panáky, kde se obilí přímo na poli několik dnů dosoušelo
- Panáky byl rozebrány a snopy byly vidlemi naloženy na vůz (žebřiňák) a odvezeny ke stodole
- Sklizené obilí (klasy svázané do snopů) bylo uskladněno ve stodole.
- Několik snopů bylo položeno na mlat, kde do něj několik lidí v zadaném rytmu (k dodržení rytmu byly deklamovány říkačky – podle počtu mlatců: čtyřcepní, pěticepní, šesticepní atd.) lehce bušilo cepy – krouživým pohybem hlavy cepu.
- Nárazy hlavy cepu na obilní klasy došlo k oddělení zrní a plev, které propadly vymlácenou slámou na mlat.
- Sláma byla uskladněna pro použití jako stelivo a směs plev a zrní byla pak oddělována přehazováním v proudu vzduchu, dopravní prostředek k pneumatické dopravě sena a slámy se nazývá zemědělský fukar.

Cep přestal být používán s nástupem mnohem efektivnějších strojních mechanických mlátiček a později obilních kombajnů.

## Bojové použití cepu
V dobách husitských válek byly okované cepy používány jako jedna z efektivních zbraní husitskými vojsky. Rolníci, kteří tvořili hlavní součást vojska, s ním uměli dobře zacházet a zbraň jako taková umožňovala bojovat mimo dosah mečů útočníků.
Cepy spolu s kosami a vidlemi tvořily improvizovanou výzbroj sedláků i v dobách selských bouří.